# Peter Harzem
Peter Harzem (5 de enero de 1930-26 de mayo de 2008) fue un psicólogo turco-estadounidense que se especializó en el campo del análisis del comportamiento.

## Vida
Peter Harzem nació en Estambul, Turquía, el 5 de enero de 1930. Sus padres fueron Sukru y Saime Harzem. Inicialmente trabajó como reportero de un periódico local.
Después de la guerra se mudó a Londres para completar su educación. Obtuvo una Licenciatura en Psicología por la Universidad de Londres. Tuvo una gran influencia de Harry Hurwitz, quien establecido un laboratorio operante en Birkbeck College. Harzem realizó un proyecto estudiantil en este laboratorio.
Después se mudó al Colegio Universitario de Gales del Norte, que más tarde se convirtió en la Universidad de Bangor, donde completó su doctorado y obtuvo un puesto en la facultad.
Se mudó a los Estados Unidos en 1978 donde se convirtió en Profesor de Psicología en la Universidad de Auburn, Alabama.
Murió el 26 de mayo de 2008 y está enterrado en Auburn.

## Trabajo
Harzem obtuvo gran reputación y reconocimiento por su trabajo en el análisis del comportamiento. En la Universidad de Bangor, publicó un volumen influyente (Harzem & Miles, 1978). También le preocupaba el papel del lenguaje. En sus últimos años se interesó en lo que denominó el descrédito de John B. Watson (Harzem, 1993; 2001). Siguiendo a Hurwitz, Harzen mantuvo un interés continuo en la naturaleza de la ciencia (Harzem, 2007).